# Darfour-Central
Le Darfour-Central est un État du Soudan.

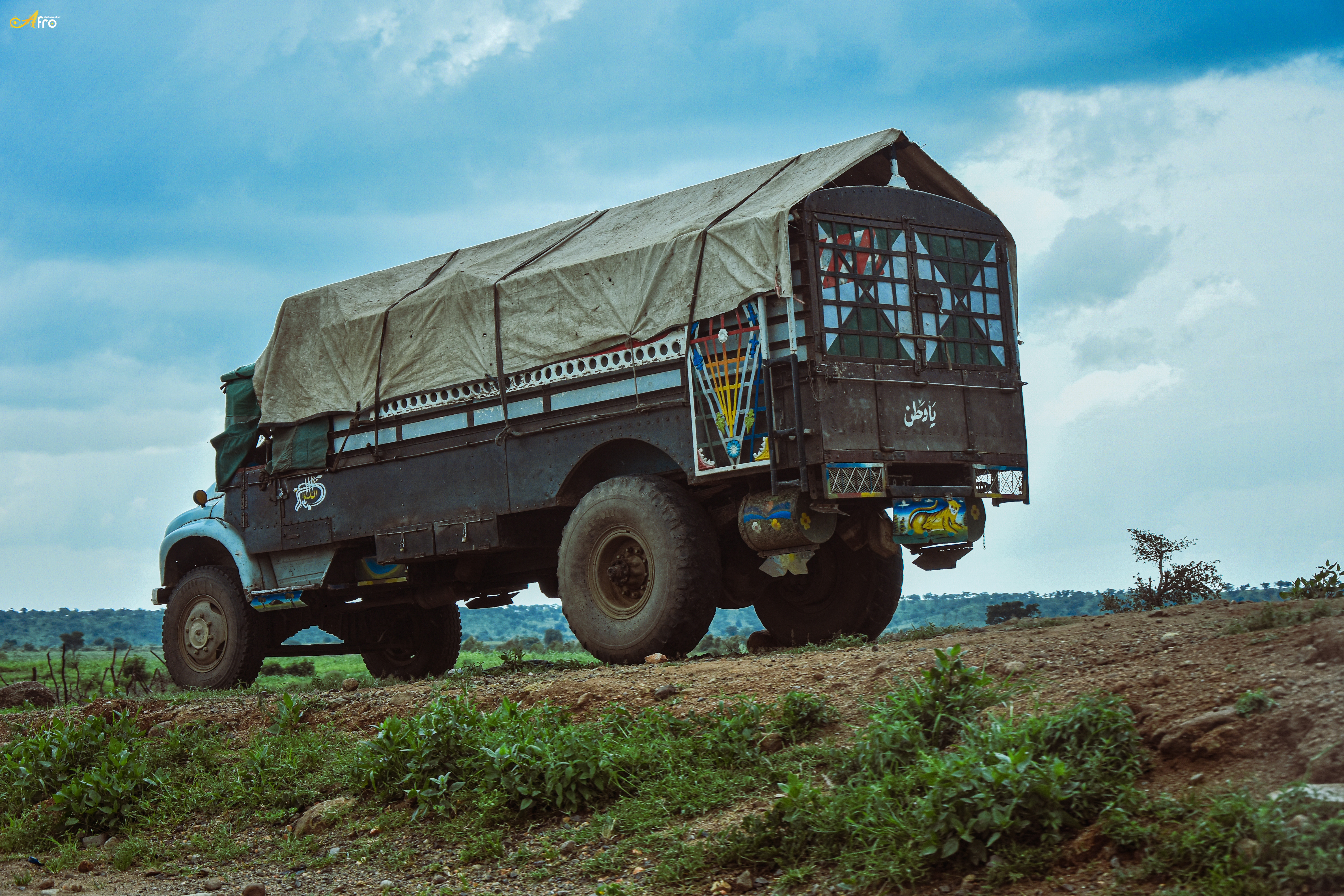
Camion à Nertiti

Sa capitale est Zalingei.